# HD 8673
HD 8673 è una stella nana bianco-gialla nella sequenza principale di magnitudine 6,31 situata nella costellazione di Andromeda. Dista 118 anni luce dal sistema solare.

## Osservazione
Si tratta di una stella situata nell'emisfero celeste boreale. La sua posizione moderatamente boreale fa sì che questa stella sia osservabile specialmente dall'emisfero nord, in cui si mostra alta nel cielo nella fascia temperata; dall'emisfero australe la sua osservazione risulta invece più penalizzata, specialmente al di fuori della sua fascia tropicale. Essendo di magnitudine pari a 6,3, non è osservabile ad occhio nudo; per poterla scorgere è sufficiente comunque anche un binocolo di piccole dimensioni, a patto di avere a disposizione un cielo buio.
Il periodo migliore per la sua osservazione nel cielo serale ricade nei mesi compresi fra settembre e febbraio; nell'emisfero nord è visibile anche per un periodo maggiore, grazie alla declinazione boreale della stella, mentre nell'emisfero sud può essere osservata solo durante i mesi della tarda primavera e inizio estate australi.

## Caratteristiche fisiche
La stella è una nana bianco-gialla di sequenza principale di classe F7V, un po' più massiccia del Sole (1,38 M⊙) e con un raggio 1,54 volte superiore. Non c'è piena uniformità sull'età della stella, anche se pare sia più giovane rispetto al Sole; un recente studio di Saffe et al. la stima attorno ai 2 miliardi di anni.
Possiede una magnitudine assoluta di 3,4 e la sua velocità radiale positiva indica che la stella si sta allontanando dal sistema solare.

## Sistema planetario
Inizialmente un oggetto celeste era stato ipotizzato in orbita attorno a HD 8673 ad una distanza di 1,58 UA, con una massa compresa tra 10-18 MJ, e con un periodo siderale di 639 giorni. Questa possibile nana bruna è stata confermata solo nel 2005, da Artie Hatzes, scopritore di Epsilon Eridani b. Uno studio del 2010 di Hartmann et al. mostra una variabilità a lungo periodo causata probabilmente dall'oggetto substellare pari a 1634 giorni, rivedendo distanza e periodo orbitale della nana bruna, che orbita a 3 UA di distanza dalla stella madre.
| Pianeta | Tipo       | Massa           | Periodo orb. | Sem. maggiore | Eccentricità |
| ------- | ---------- | --------------- | ------------ | ------------- | ------------ |
| b       | nana bruna | > 14,2 ± 1,6 MJ | 1634 giorni  | 3,02 UA       | 0,723        |